# Globo virtual

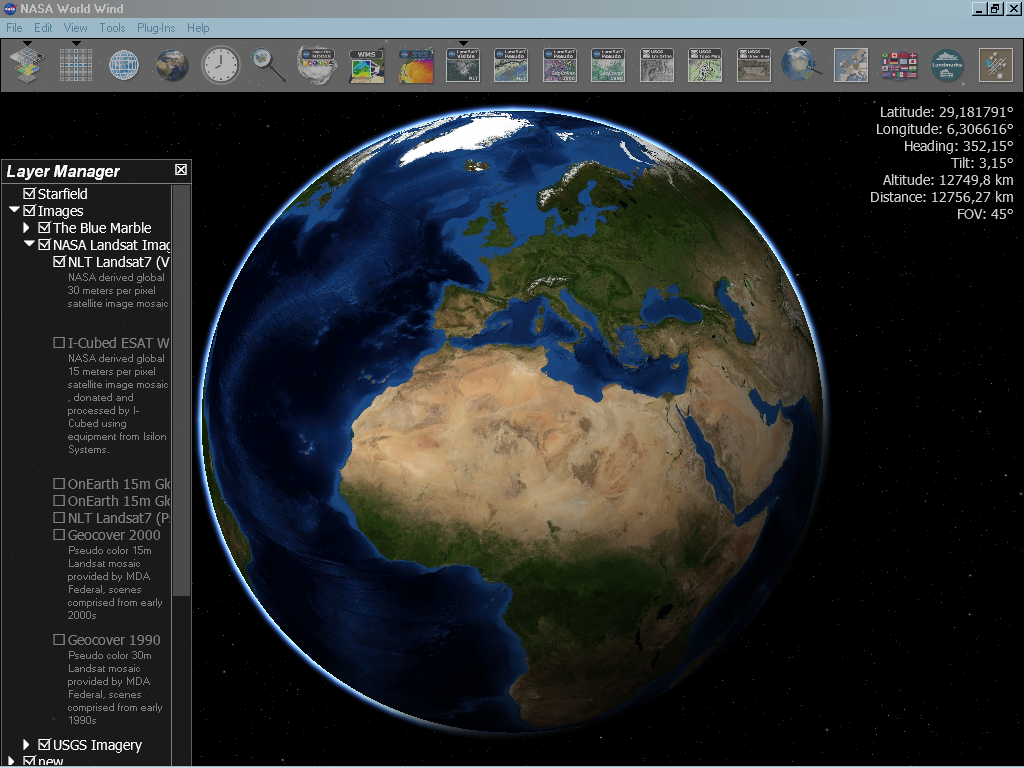
Screenshot do código software open source NASA World Wind.

Globo virtual é um software de modelagem 3D, representando a Terra ou qualquer outro planeta. O primeiro e mais conhecido software em globo virtual é o Google Earth, que também permite uma visão 360° de Marte e da Lua.

## Exemplos
Os principais softwares de globos virtuais são:
- Google Earth (desenvolvido pela Google);
- Geo Virtual (desenvolvido pela Diginext. Integrada dentro do site Geoportal local, linha de mapeamento do Estado francês);
- World Wind (desenvolvida pela NASA);
- Windows Live Local (desenvolvido pela Microsoft);
- Marble (desenvolvido pela KDE);
- Geoportail (somente na França, desenvolvido pela IGN);
- Virtual Globe Geoforge: derivado do World Wind, está integrado no Geoforge e contém especializações em geociência;
- Bhuvan (desenvolvido pela ISRO);
- EarthBrowser, desenvolvido pela Software Lunar;
- ArcGIS Explorer (desenvolvido pela ESRI);
- WebGLEarth (desenvolvido pela Khronos Group e baseado em WebGL);
- CesiumJS.